# 江崎格
江崎 格（えざき ただし、1941年〈昭和16年〉8月27日 - ）は、日本の官僚。東京工業品取引所社長。元通商産業省産業政策局長。

## 来歴
東京大学法学部卒業後、通商産業省に入省。大臣官房総務審議官、生活産業局長を経て、1995年（平成7年）資源エネルギー庁長官、1997年（平成9年）通商産業省産業政策局長を歴任し、1999年（平成11年）退官。
その後、野村総合研究所顧問を経て、2001年（平成13年）から2008年（平成20年）まで商工組合中央金庫理事長を務めた。

## 略歴
- 東京都立戸山高等学校卒業
- 1964年（昭和39年） 国家公務員採用上級甲種試験（法律）合格
- 1965年（昭和40年）3月 東京大学法学部卒業
- 1965年（昭和40年）4月 通商産業省入省（企業局立地政策課）
入省同期に、川口順子、中川勝弘（トヨタ自動車副会長、通産審議官）、清川佑二（東芝執行役専務、特許庁長官）、土居征夫（NEC執行役員常務、生活産業局長）、新欣樹、落田実（STNet社長）、榎元宏明（松下電器国際関係担当役員、官房審議官）など
- 1967年（昭和42年）6月 通商産業省重工業局鉄鋼業務課
- 1977年（昭和52年）5月 日本貿易振興会ブラッセル事務所長
- 1980年（昭和55年）8月 通商産業省産業政策局商政課商務・サービス産業室長
- 1985年（昭和60年）4月1日 通商産業省生活産業局原料紡績課長
- 1986年（昭和61年）10月1日 通商産業省産業政策局調査課長
- 1988年（昭和63年）6月14日 通商産業省機械情報産業局総務課長
- 1989年（平成元年）6月3日 機械情報産業局産業機械課長併任
- 1989年（平成元年）6月19日 機械情報産業局産業機械課長併任解除
- 1989年（平成元年）6月27日 通商産業大臣官房秘書課長併任通商産業研究所研修部長
- 1990年（平成2年）6月29日 中小企業庁小規模企業部長
- 1991年（平成3年）6月14日 近畿通商産業局長
- 1992年（平成4年）6月23日 通商産業大臣官房総務審議官
- 1994年（平成6年）7月1日 通商産業省生活産業局長
- 1995年（平成7年）6月21日 資源エネルギー庁長官
- 1997年（平成9年）7月11日 通商産業省産業政策局長
- 1999年（平成11年）9月3日 退官
- 1999年（平成11年）10月 野村総合研究所顧問
- 2001年（平成13年）6月21日 商工組合中央金庫理事長
- 2005年（平成17年）6月21日 同再任
- 2008年（平成20年）9月 同退任
- 2009年（平成21年）1月21日 株式会社東京工業品取引所顧問
- 2009年（平成21年）6月 株式会社東京工業品取引所取締役兼代表執行役社長